# Étendard de la Flagellation

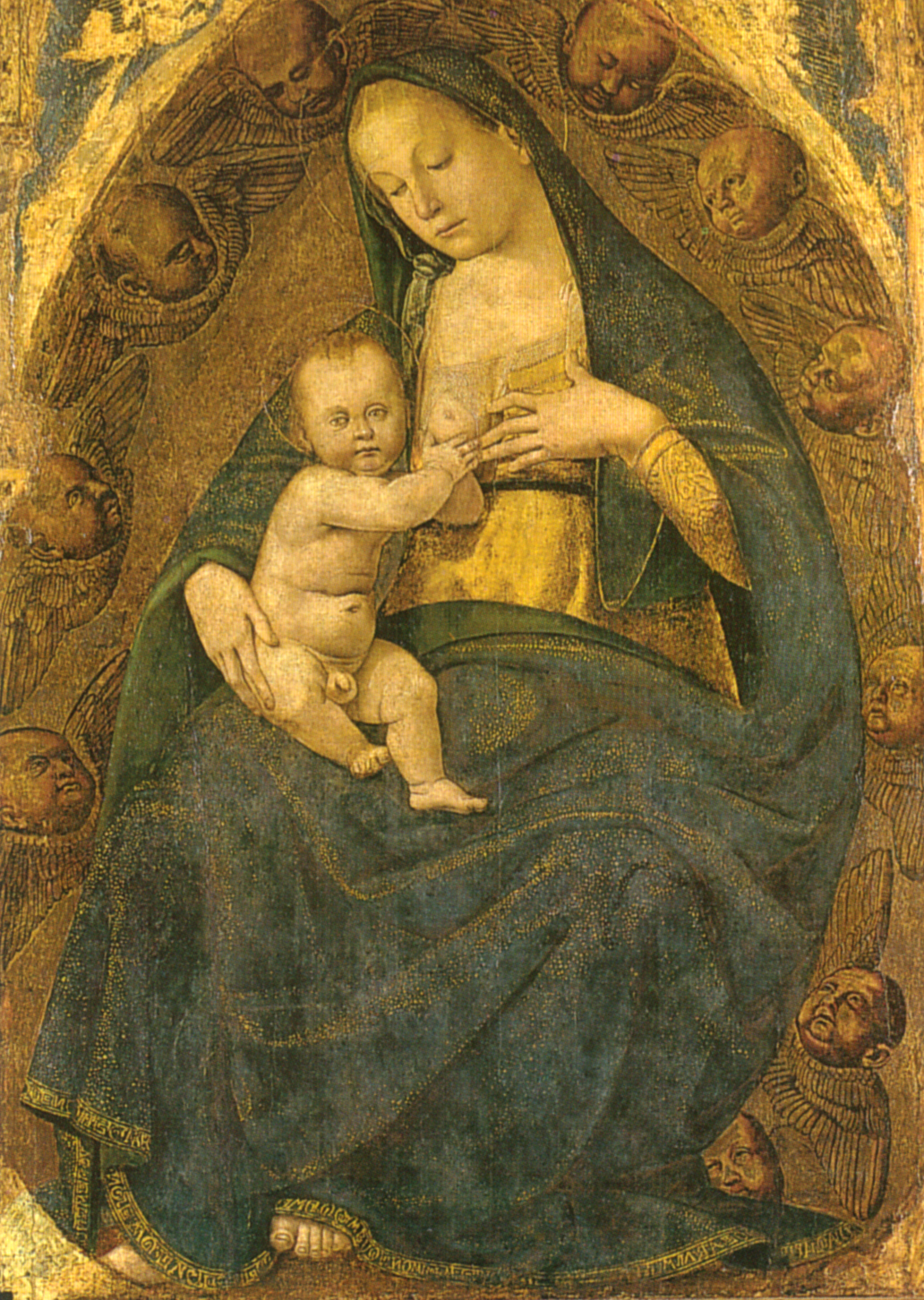
Face de la Madonna del Latte in gloria.

L'étendard de la Flagellation est un gonfalon peint sur panneau de bois de Luca Signorelli, datant de 1475 environ, et exposé à la pinacothèque de Brera de Milan.

## Histoire
Cette peinture est   une bannière de procession commandée par la Confraternita dei Raccomandati de l'église Santa Maria del Mercato à Fabriano signée LUCE CORTONENSIS qui la fit attribuer d'abord à Piero della Francesca, artiste débutant alors à Cortone et qui fit également un tableau renommé de la Flagellation.

## Iconographie
Peints sur les deux faces ses sujets sont :
- Face principale de La Flagellation du Christ, scène de la Passion montrant Jésus entouré de ses bourreaux devant la dite «  colonne de la Flagellation » (devenue relique vénérée) sous le regard de Ponce Pilate.
- Face envers : Madonna del Latte in gloria,

## Description
Face de la FlagellationDans une arcade ouverte le Christ nu portant seulement le périzonium, attaché à la colonne surmontée d'une statue antique, occupe le centre de la composition ; il est entouré des bourreaux trois le flagellant, un resserrant ses liens, de soldat en armes, d'un prêtre juif à droite, de Ponce Pilate sur son trône élevé à gauche. Le fond affiche des panneaux sculptés en bas-relief surmontés, dans le prolongement des pilastres, de statuettes de personnages accroupis. Une frise végétale en bas-relief complète l'encadrement par le bas.
Face de la Madonna littaLa Vierge porte une cape bleu foncé, découvrant un sein, et tient l'Enfant Jésus nu assis sur un de ses genoux. Ils sont entourés d'une mandorle de chérubins en fond d'or.